# 슈퍼히어로물

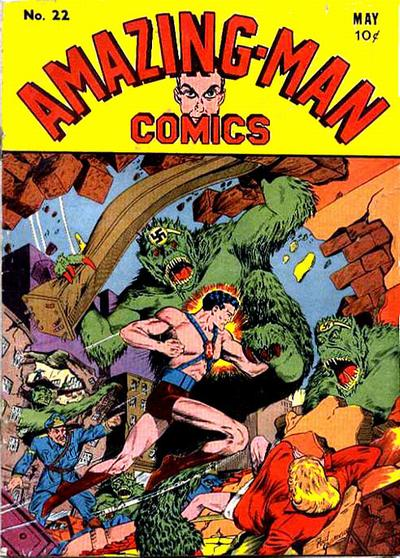
어매이징맨22

슈퍼히어로물은 적응과 오리지널 작품을 통해 다른 매체로 확장했지만, 주로 유래인 미국 만화에서 가장 일반적인 장르이다.